# Transportul public în municipiul Galați
Transportul public din Galați reprezintă totalitatea liniilor și infrastructurii de transport în comun de călători de pe raza municipiului Galați, fiind operat în prezent de către SC Transurb SA. Această societate este subordonată Consiliului Local al Municipiului Galați și are în administrare toate traseele de tramvai, troleibuz și autobuz, fiind, începând cu data de 9 mai 2016, unicul operator de transport public din Municipiul Galați. Din data de 11 septembrie 2023, în Galați circulă 3 trasee de tramvai, un traseu de troleibuz și 24 de trasee de autobuz.
În ultimii ani, începând cu anul 2017, flota de vehicule de transport public a fost înnoită. Primul pas în acest sens a fost achiziționarea a 17 troleibuze Solaris Trolino 12 cu echipamente Skoda. Ulterior au fost achiziționate 40 autobuze BMC Procity 12, 20 microbuze Karsan Jest în anul 2019, 20 autobuze hibride Solaris Urbino 12 Hybrid în anul 2021 precum și 8 tramvaie de 18 m Astra Autentic începând cu luna August a anului 2021. Acestea au intrat în circulație în luna noiembrie a anului 2021, pe linia 7 care a fost redeschisă, urmând să fie trimise și pe celelalte două trasee, pe 39 începând cu prima parte a anului 2022 dar și pe 44 începând cu anul 2023. 
În Decembrie 2023, au fost câștigate licitațiile pentru 20 autobuze electrice de 9 m, 20 autobuze electrice de 12 m de către Solaris, cu modelele Urbino 9 electric respectiv Urbino 12 Electric. Contractele au fost semnate în luna Ianuarie a anului 2024. Tot în luna decembrie, ASTRA Arad a câștigat licitația pentru livrarea a 10 tramvaie ASTRA Autentic. Contractul a fost semnat în luna Ianuarie a anului 2024.
La sfârșitul anului 2024 au sosit 4 tramvaie noi ASTRA care au intrat în circulație în luna ianuarie a anului 2025, urmând ca și restul de 6 tramvaie din lotul nou să fie livrate. Tot la sfârșitul anului 2024 au venit 4 autobuze electrice Solaris, două de 10 metri, două de 12 metri. În februarie 2025 au fost aduse și restul autobuzelor electrice, fiind în total 42 autobuze electrice Solaris Urbino Electric. Acestea au intrat în probe la sfârșitul lunii februarie urmând ca în martie să fie introduse în trafic regulat, astfel existând posibilitatea de a retrage din circulație ultimele autobuze la mâna a doua, vechi.

## Trasee actuale

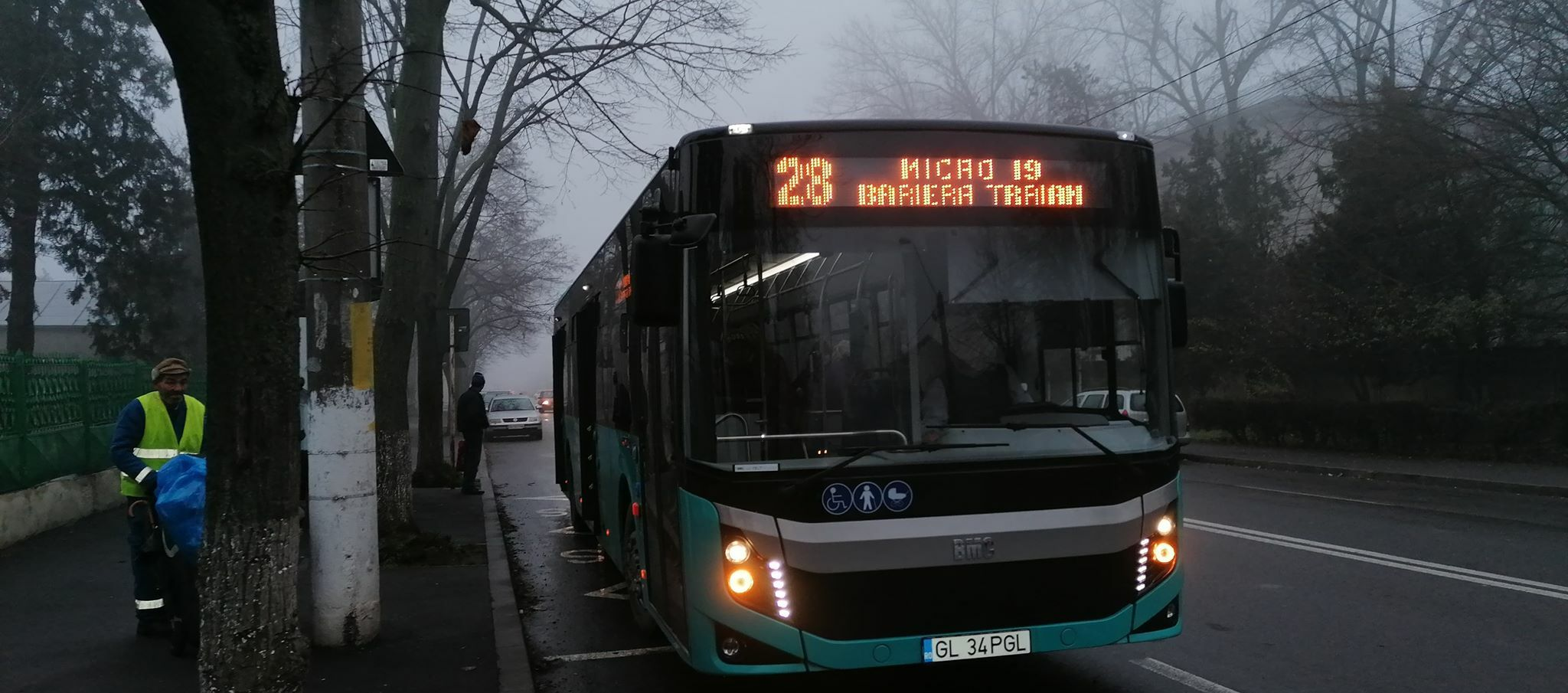
Autobuz BMC pe traseul 28
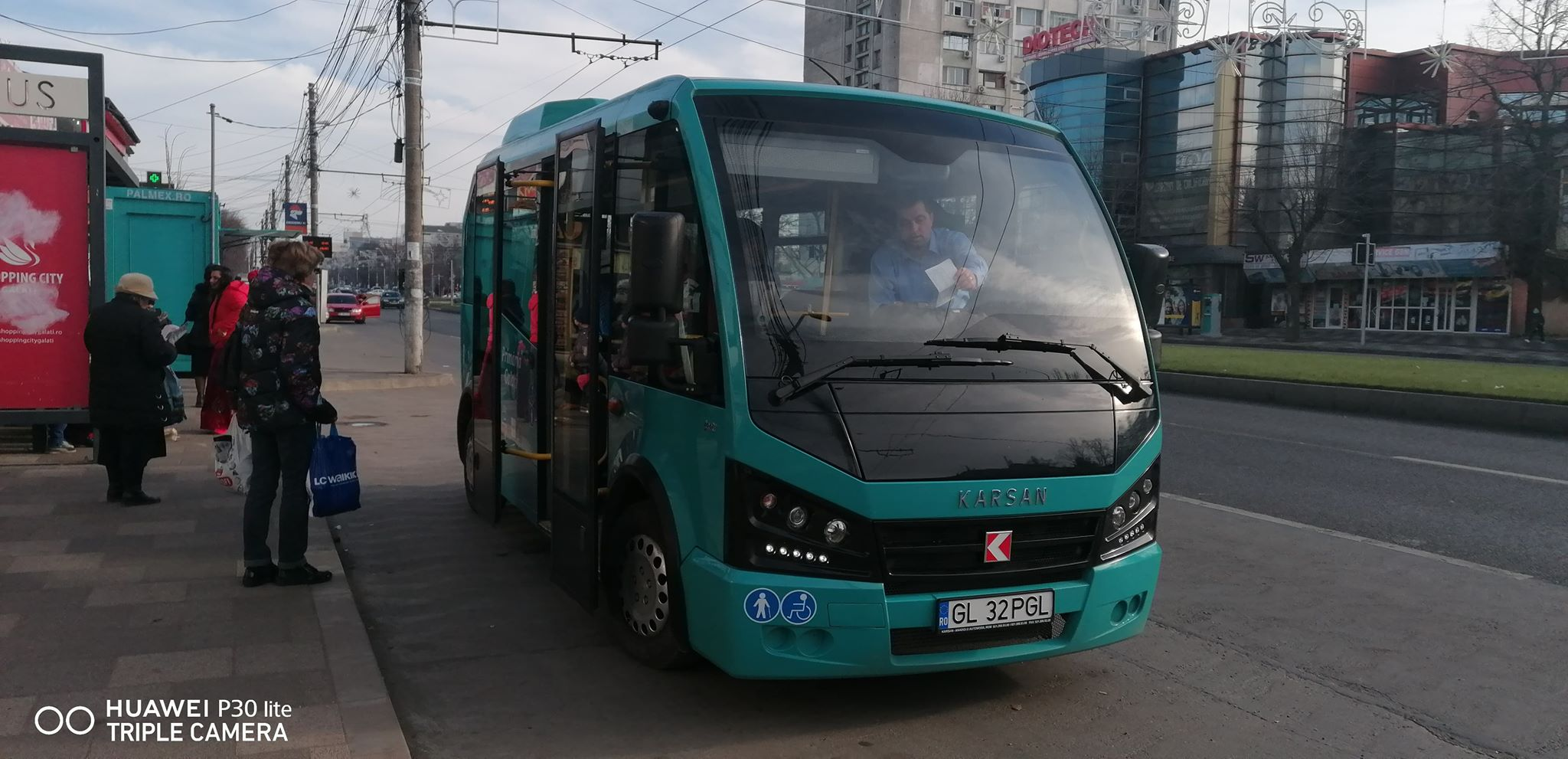
Minibuz Karsan Jest+ pe traseul 37
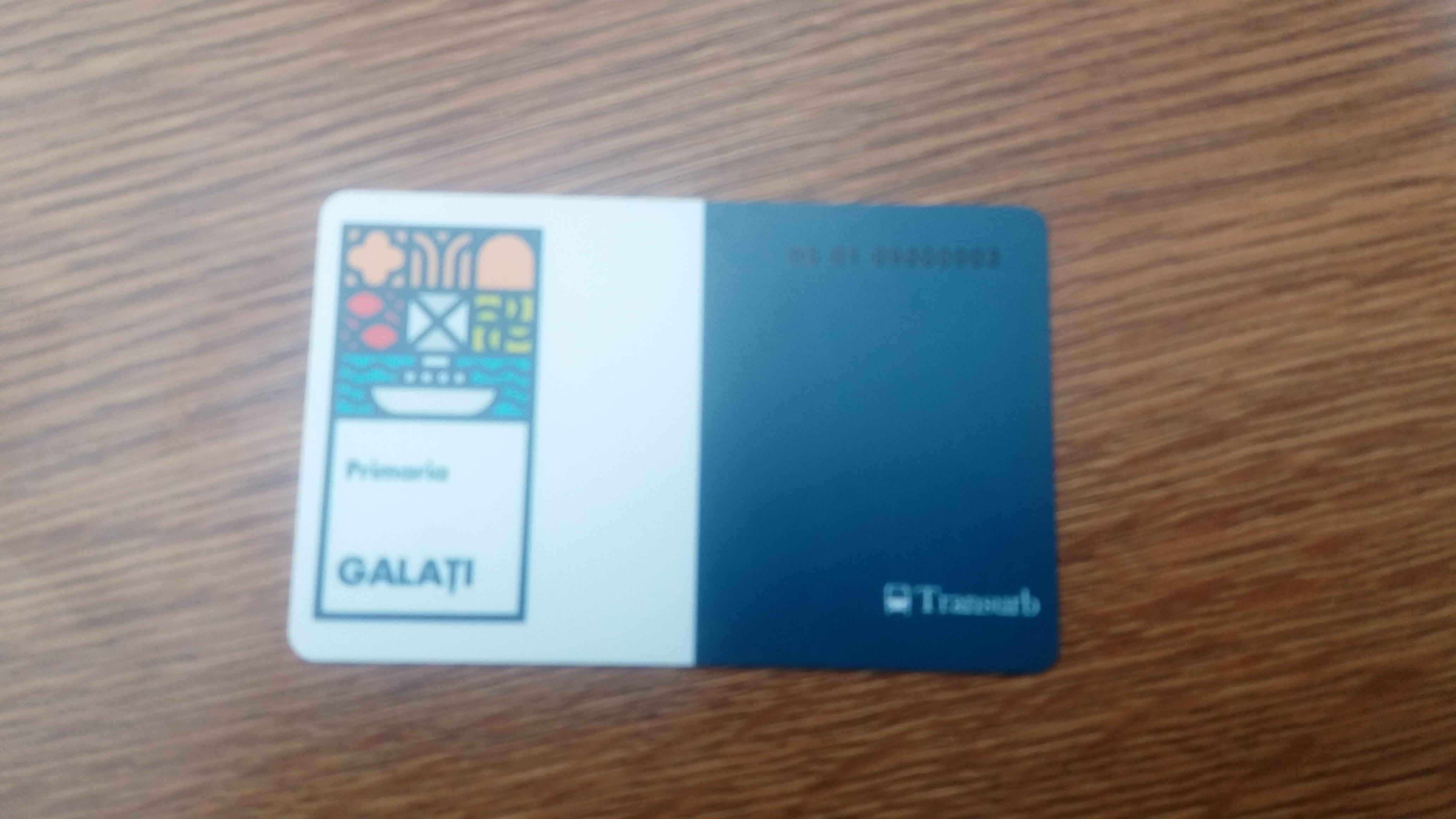
Cartelă Transurb Galați
Autobuz Rocar U 412 pe traseul 20
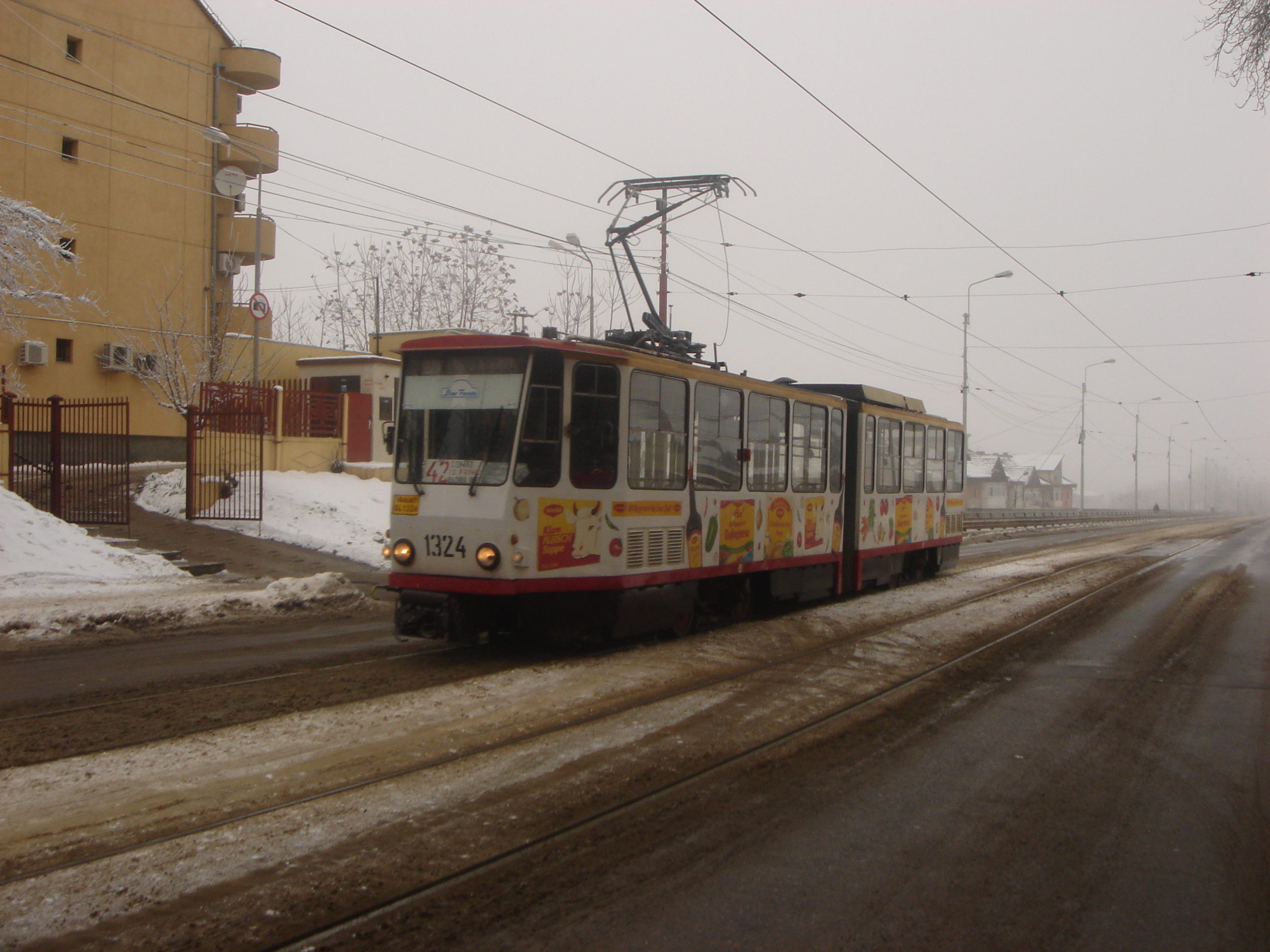
Tramvai KT-4D pe traseul 42
Troleibuz MAZ 203T pe traseul 104
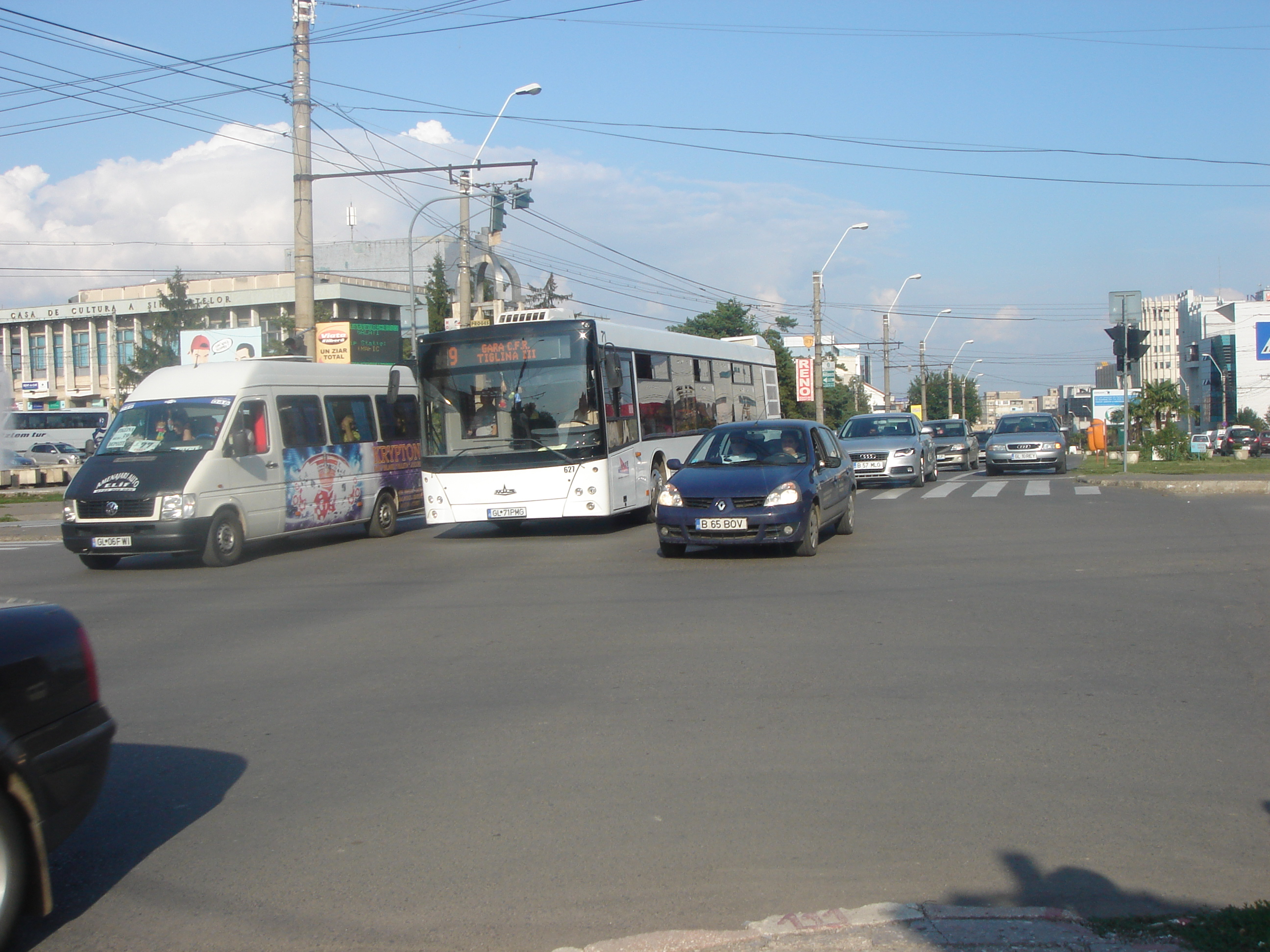
Autobuz MAZ 203 pe traseul 9
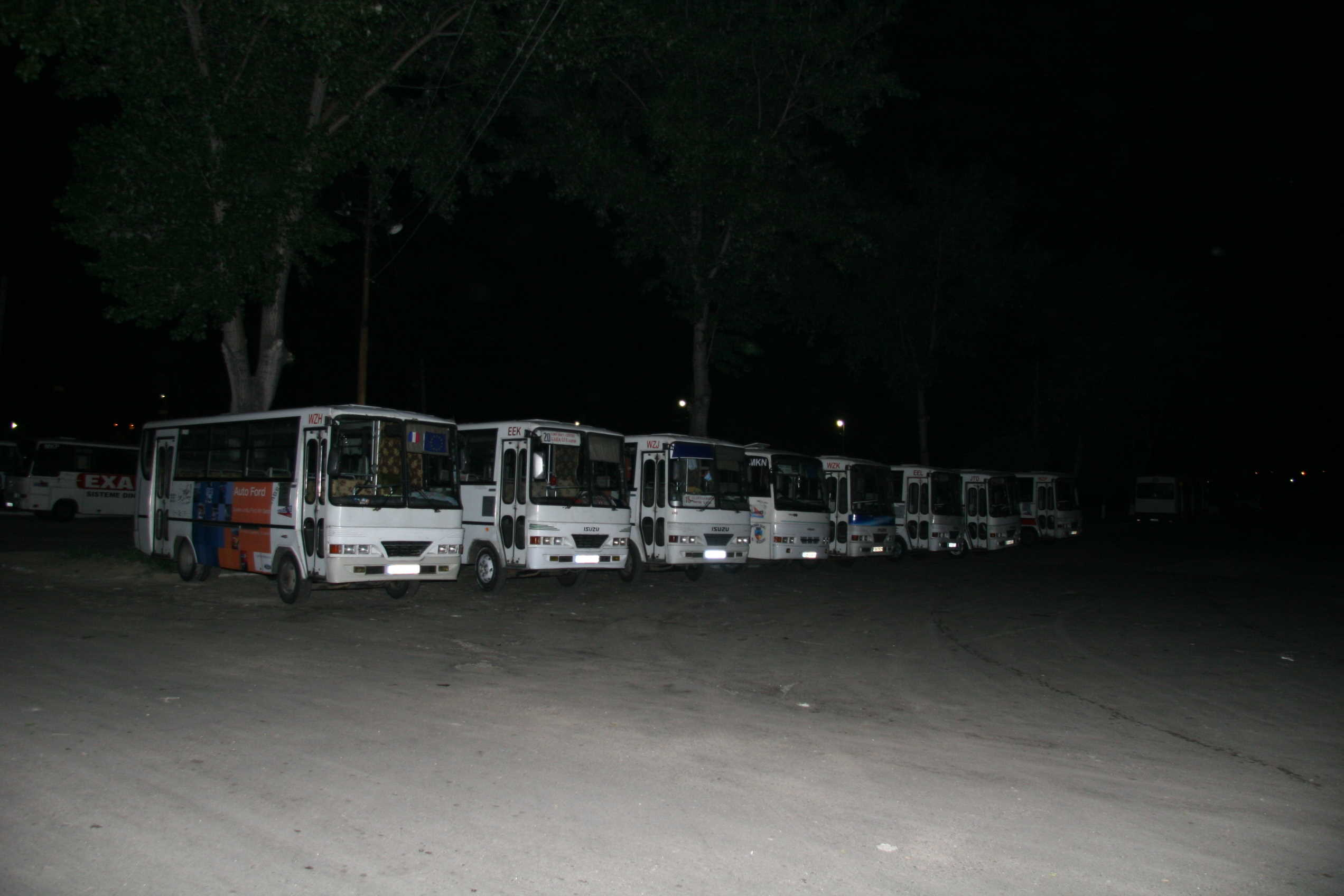
Autobuze Isuzu
Autobuz Cobra Gyuleruz
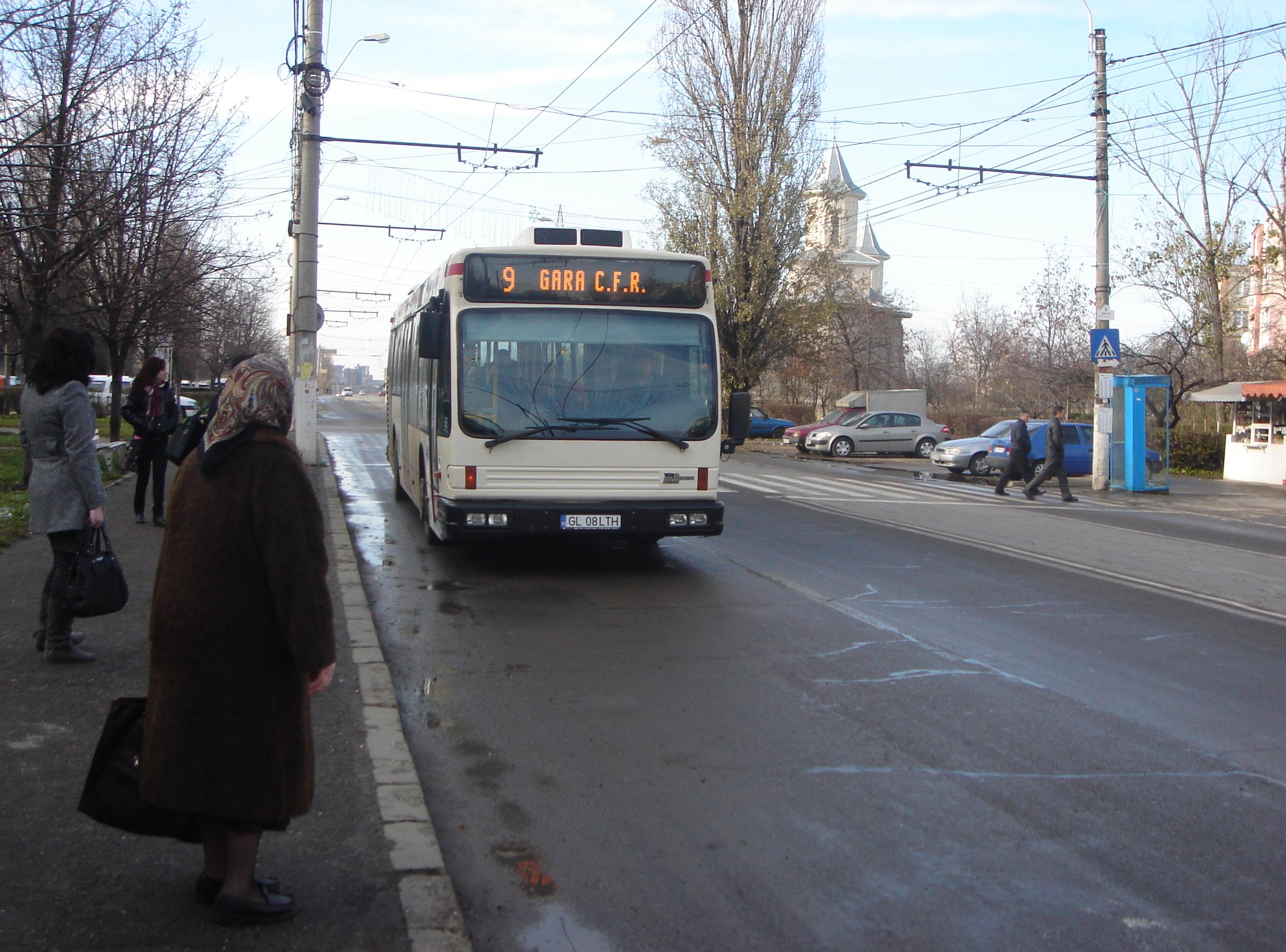
Autobuz DAF B96
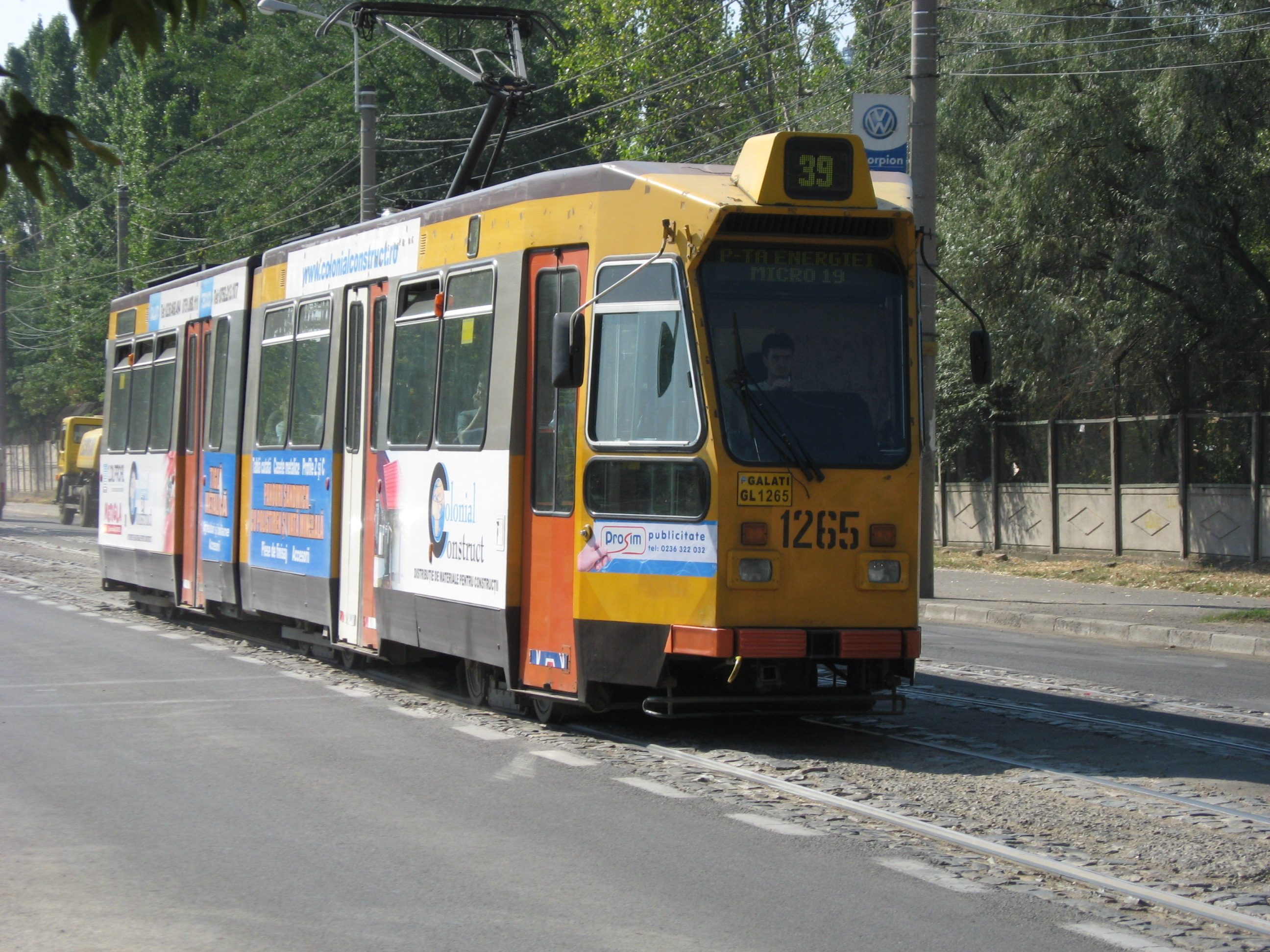
Tramvai ZGT-6
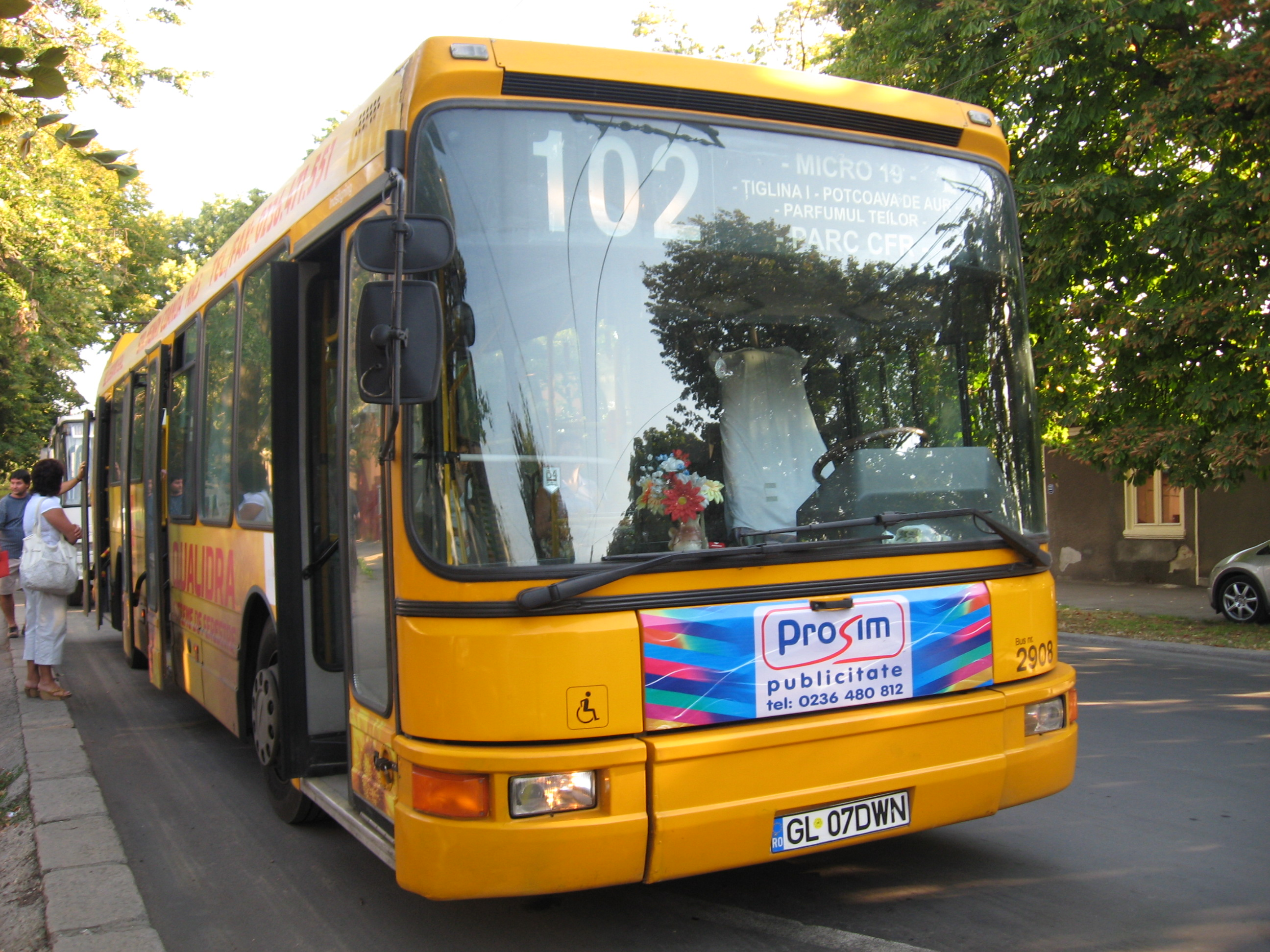
Autobuz DAB 15-1200C
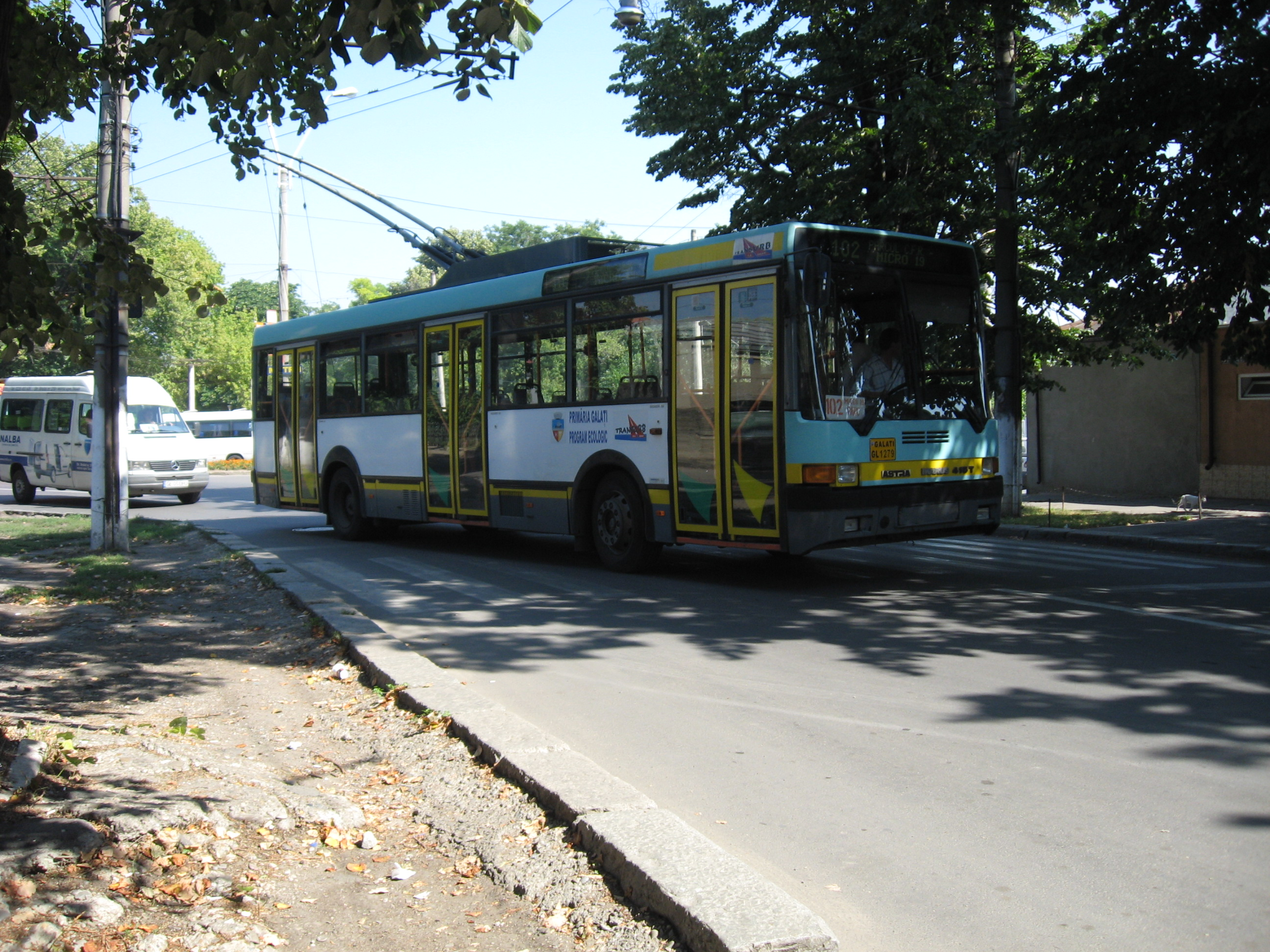
Troleibuz Ikarus 415T
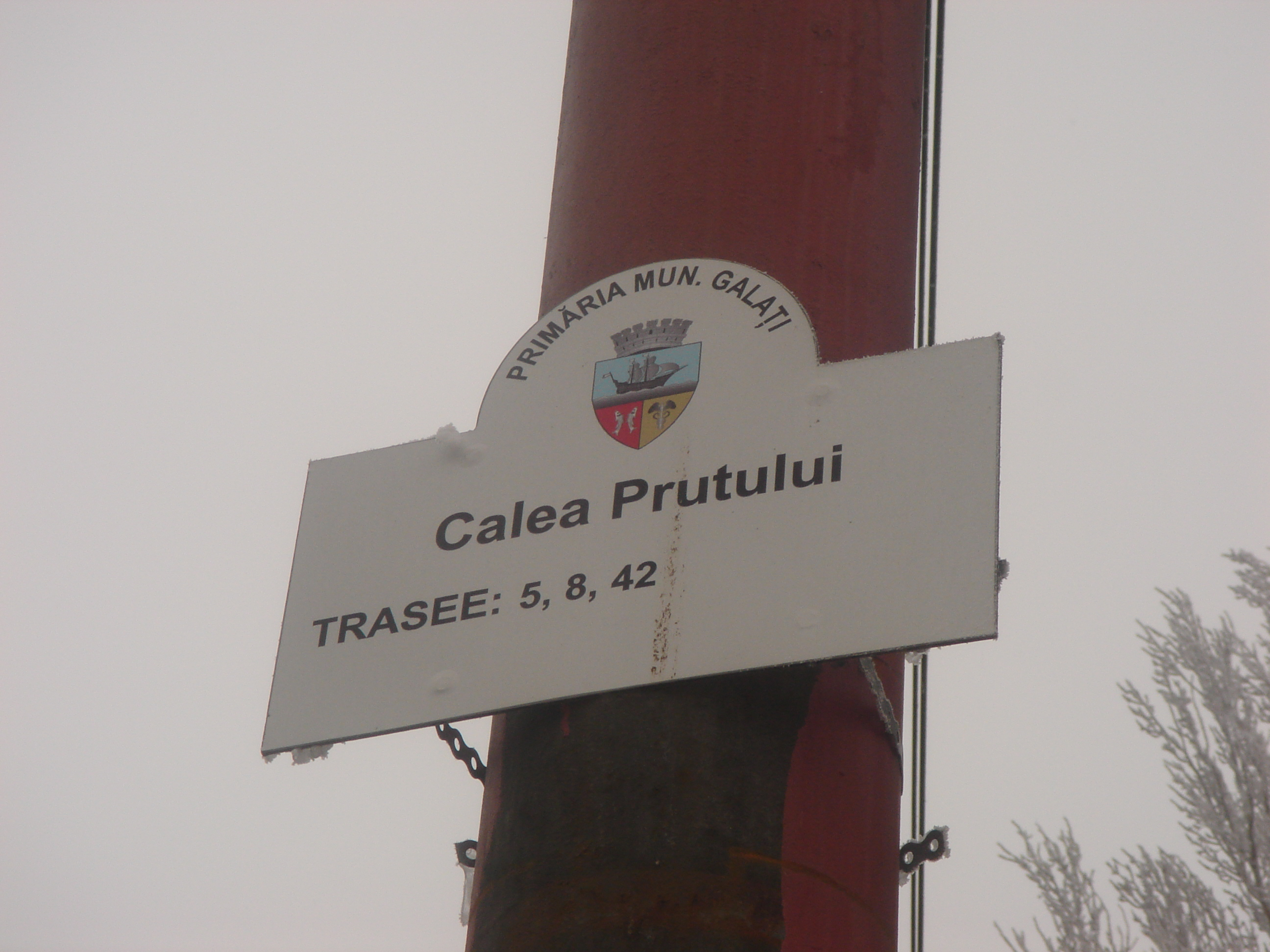
Plăcuță informativă veche
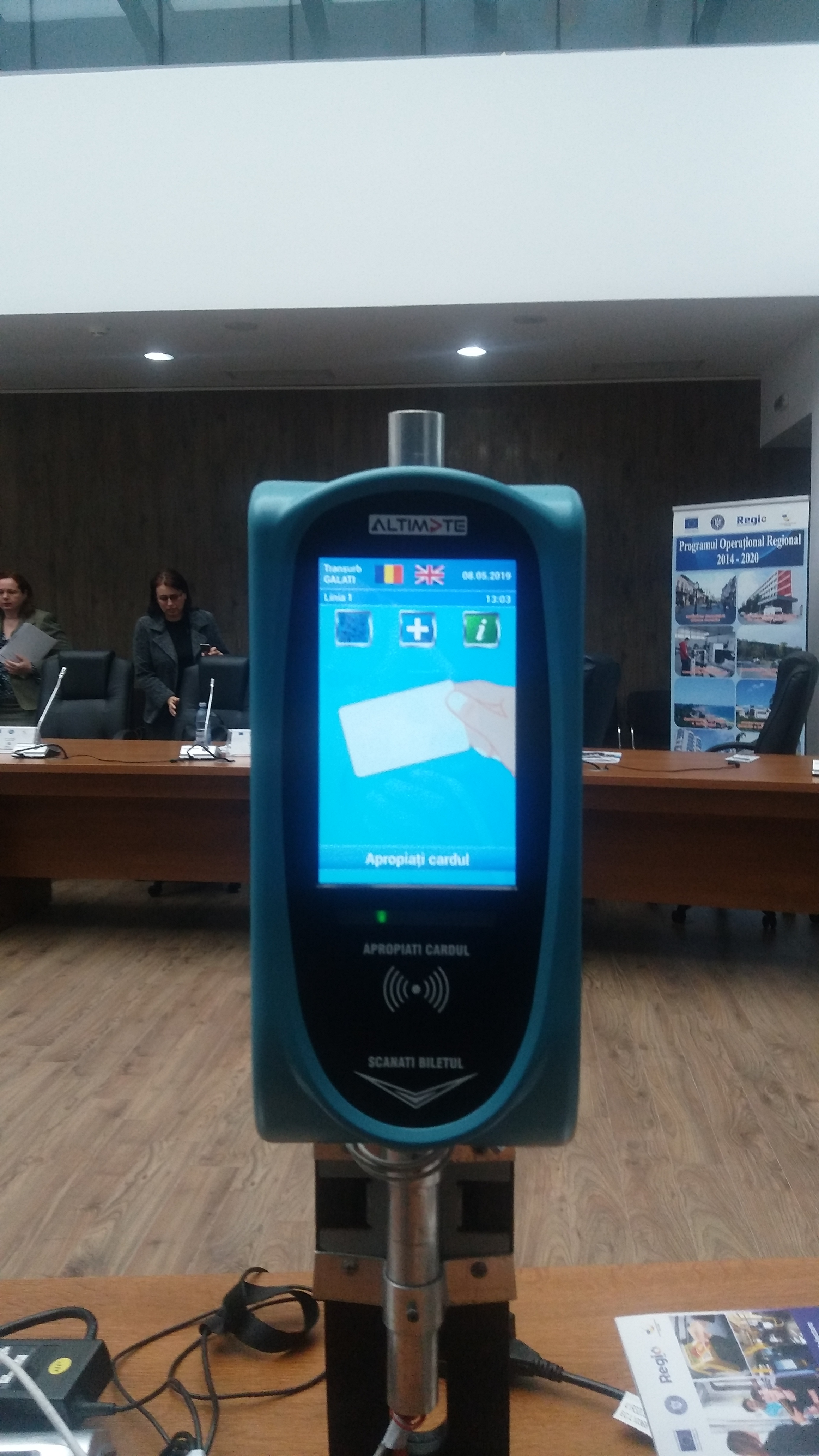
Cititor de cartele
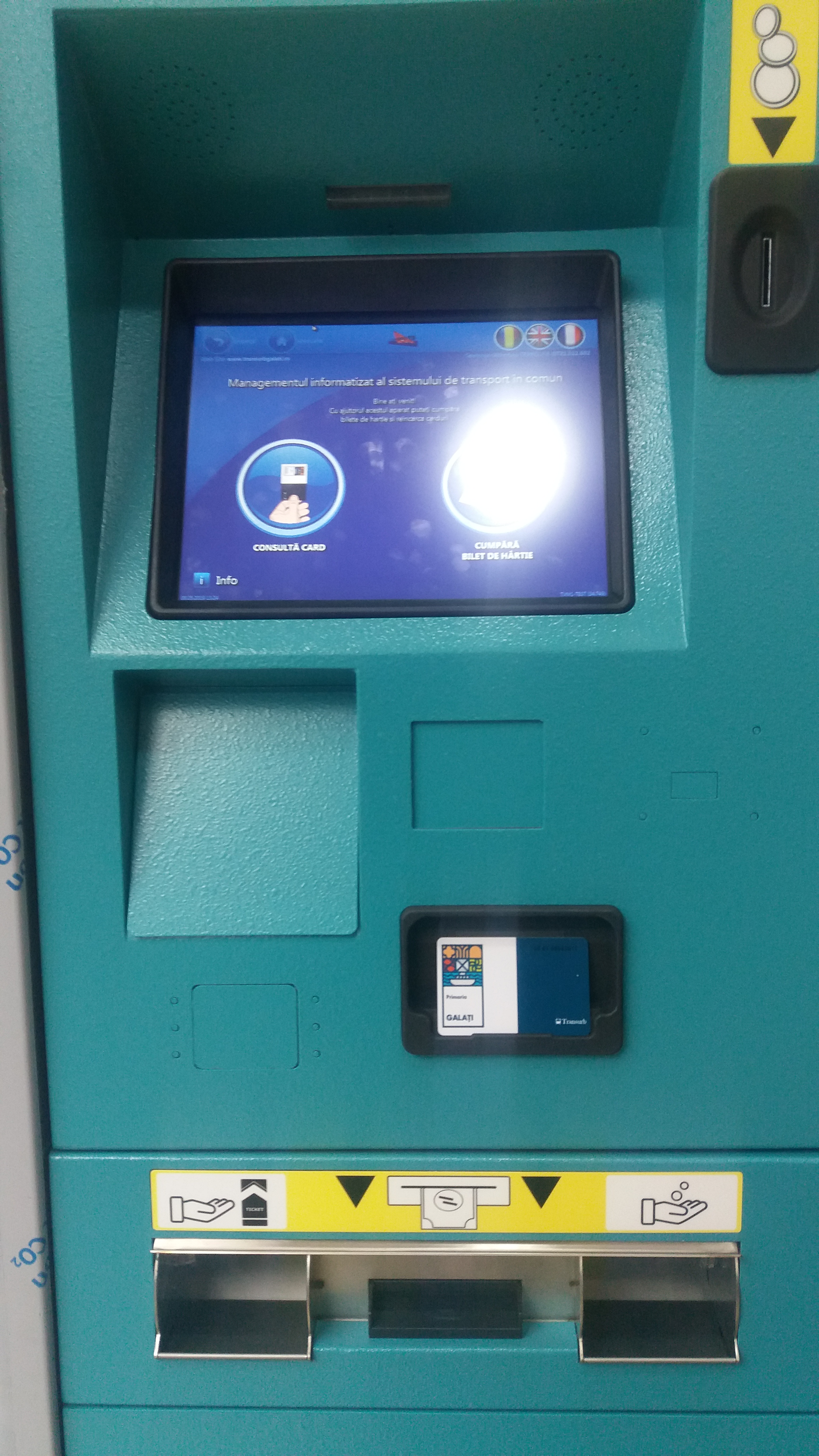
Automat de cartele
Harta traseelor din Galați (Mai 2024)

### Tramvaie
- Linia 7: Micro 19 – Bd.Oțelarilor – Str. Frunzei – Str. Gheorghe Asachi – Stadionul Oțelul – Ireg – Piața Energiei – I.C. Frimu – Bd. Basarabiei – Piața Centrală (și Retur).
- Linia 39: Micro 19 – Bd.Oțelarilor – Str.Frunzei – Str.Gheorghe Asachi – Stadionul Oțelul – Ireg – Piața Energiei – Str.1 Decembrie 1918 – Micro 40 – Piața Micro 39 – Bd.Henry Coandă – Bd.George Coșbuc – Depoul 2 (și Retur)
- Linia 44: COMAT S.A. – Bd.Henry Coandă – Bd.Traian Vuia – Str.1 Decembrie 1918 – I.C.Frimu – Bd.Basarabiei – Str.Traian – Piața Centrală (și retur)

### Autobuze
- Linia 9: Cimitirul Sf. Lazăr – Țiglina 3 – Str.Prelungirea Brăilei – Țiglina 1 – Mazepa – Potcoava de Aur – Universitatea Dunărea de Jos – Parfumul Teilor – Str.Gării – Gara C.F.R.(și Retur pe Str.Gării – Str.Nicolae Bălcescu).
- Linia 10: Micro 19 – Bd.Galați – Bd.Dunărea – Bd.Oțelarilor – Kaufland – Țiglina 1 – Str.Regimentul 11 Siret – 3 Star – Palatul Navigației – Str.Portului – Str.Ana Ipătescu – Str.Alexandru Moruzzi – Damen.(și Retur pe Complex Spicul – Str.Domnească – Aleea Mavromol – Str.Nicolae Bălcescu).
- Linia 11: Micro 13B – Ionel Fernic – Bd.Traian Vuia – Piața Micro 39 – Bd. Siderurgiștilor – Țiglina 1 – Str.Brăilei – Potcoava de Aur – Str.Domnească – Str.Gării – Piața Centrală.(și Retur pe Str.Eroilor – Str.Nicolae Bălcescu – Str.Brăilei – Bd.Siderurgiștilor – Bd.1 Decembrie 1918 – Micro 13B).
- Linia 13: Piața Centrală – Str.Traian – Bd. Basarabiei – Calea Prutului – Bazinul Nou – Aleea Nordului* - Agrogal.(și Retur)(*Pentru traseul Piața Centrală - Agrogal, stația va fi deservită doar pe sensul de deplasare spre Piața Centrală).
- Linia 15: Piața Centrală – Str.Traian – Bd.Brăilei – Potcoava de Aur – Complex Spicul – Str.Dogăriei  – Str.Alexandru Moruzzi – Str.Ana Ipătescu – Gara C.F.R.(și Retur pe Str.Dogăriei – Complex Spicul – Str.Domnească – Str.Eroilor – Str.Traian).
- Linia 20: Complex Siretul – Liceul Auto – Casa Roșie – Țiglina 1 – Str.Regimentul 11 Siret – Str.Traian – Piața Centrală – Bd. Basarabiei – Str. Mihai Bravu – Gara C.F.R.(și Retur pe Bd.Siderurgiștilor – Str.Gheorghe Doja).
- Linia 23: Atac – Bd.Galați – Micro 19 – Str.Brăilei – Bd.George Coșbuc – Shopping City.(și Retur).
- Linia 24: Shopping City – Piața Micro 39 – Micro 40 – Nae Leonard – Str. Gheorghe Doja – Bd.Coșbuc – 3 Star – Complex Spicul – Palatul Navigației – Str.Portului – Str.Ana Ipătescu – Str.Alexandru Moruzzi – Damen.(și Retur pe Complex Spicul – Aleea Mavromol – Str.Nicolae Bălcescu).
- Linia 25: Filești – Tastrom 2 – Micro 13B – Micro 40 – Micro 39 – Shopping City.(și Retur).
- Linia 26: Micro 13B – Str.Ionel Fernic – Bd.Traian Vuia – Bd.Henry Coandă – Bd.George Coșbuc – Bariera Traian – Str.Prundului – Str.Domnească – Grădina Publică – Str.Vultur – Str.Gării – Gara C.F.R.(și Retur pe Bd.Henry Coandă – Bd.Traian Vuia – Bd.Milcov – Micro 13B).
- Linia 28: Micro 19 – Str. Oțelarilor – str. Drumul de Centură – str. Oltului – str. Gheorghe Asachi – str. Gheorghe Doja – Bd. Siderurgiștilor – Str. Aurel Vlaicu – Bd. George Coșbuc – Str.Bucovinei – Str.Traian – Bariera Traian.(și Retur Shopping City).
- Linia 30: Micro 19 – I.A.T.S.A. – Dealul Tirighina – Poarta Sud Combinatul Siderurgic. (unificat alternativ cu traseul 31)(și Retur).
- Linia 31: Micro 19 – I.A.T.S.A. – Poligon – Releu – Gara Barboși – Barboși. (unificat alternativ cu traseul 30)(și Retur).
- Linia 34: Micro 13B – Str.Ionel Fernic – Drumul de Centură – Bd.Traian Vuia – Bd.Henry Coandă – Bd.George Coșbuc – Bd.Brăilei – Complex Spicul – Palatul Navigației – Str.Ana Ipătescu - Str.Alexandru Moruzzi - Str.Gara nr.8 - INTFOR.(și Retur pe Complex Spicul – Str.Domnească – Aleea Mavromol – Str.Nicolae Bălcescu – Centru – Bd.Brăilei – Bd.George Coșbuc – Bd.Henry Coandă – Bd.Traian Vuia – Bd.Milcov – Micro 13B).
- Linia 35: Piața Centrală – Baia Comunală – Parcul Rizer – Spitalul Militar – Radu Negru – Str. Prundului – Bariera Traian.(și Retur). (Fiind înainte Piața Centrală – Metro)
- Linia 37: Capăt Levaditti – Bloc C4 – Cimitir Sf. Lazăr – Kaufland – Inelul de Rocadă – Țiglina 1 – Str.Saturn – Trecere BAC.(și Retur)."'
- Linia 38 : Micro 19 – Cartier Locuințe Sociale Micro 17 – Drumul de Centură – Dedeman – Str.Barboși – Str.Oltului – I.A.T.S.A. – Grădinița Prichindel – Micro 19.(Traseu circular).
- Linia 39B: Bariera Traian – Str.Ștefan cel Mare – Cimitir Israelit – Cimitir Ștefan cel Mare*.(și Retur)(*În zilele lucrătoare, plecări din Bariera Traian – 07:30 și 08:00 și de la Cimitirul Ștefan cel Mare – 15:45 și 16:15. În zilele nelucrătoare și sărbători religioase sunt asigurate toate cursele).
- Linia 40: Bariera Traian – Fitosanitar – Metro.(și Retur pe Str.Ștefan cel Mare – Bd.George Coșbuc între Spitalul Sf.Parascheva și Depoul 2).
- Linia 41: Micro 19 – Bd. Galați – Dimitrie Cantemir.(și Retur)(În intervalul orar 9.00-22.00 va circula și pe la Selgros,Centrul Delfinul și Atac atât pe tur cât și pe retur).
- Linia 43: Căminele Combinatului – Liceul nr.9 – Piața Energiei (și retur).
- Linia 105: Micro 19 – Bd.Galați – Bd.Dunărea – Cimitir Cătușa – Bd.Brăilei – Inelul de Rocadă – Bd.Brăilei – Str.Domnească – Grădina Publică.(și Retur pe Str.Domnească – Str.Gării – Str.Nicolae Bălcescu – Centru).
- Linia 106: Micro 19 – Bd.Galați - Bd.Dunărea - Cimitir Cătușa - Bd.Brăilei - Str.Domnească - Str.Gării - Gara C.F.R. (și Retur pe Str.Gării - Str.Nicolae Bălcescu).

```
Traseu nocturn
```

- Linia 15N: Gara C.F.R – Str.Gării – Str.Ana Ipătescu – Str.Alexandru Moruzzi – Str.Dogăriei – Str.Portului – Str.Domnească – Aleea Mavromol – Bd.Brăilei – Tiglina 2 – Inelul de Rocadă – Bd.Brăilei – Bd.Dunărea – Micro 19(ULTIMA PLECARE DE LA 23:20).

Trasee sezoniere
- Linia 32: Micro 19 – Str. Oțelarilor – Neacșu – Bd. Brăilei – Privilege – Bd. Cloșca – Plaja Dunărea,(și Retur)
- Linia 33: Țiglina 2 – Inelul de Rocadă – Str.Saturn – Plaja Dunărea.(și Retur)
- Trasee în caz de avarie
- Linia 101: Micro 19 – Bd.Brăilei – Inelul de Rocadă – Bd.Brăilei – Str.Domnească – Str. Brigadierilor – Str.Nicolae Bălcescu – Centru (și Retur) (circulă în caz de avarie)
- Linia 105L: Micro 19 — Bd.Galați — Bd.Dunărea — Cimitir Cătușa — Str.Brăilei — Inelul de Rocadă — Str.Brăilei — Mazepa —Potcoava de Aur — Piața Centrală — Str.Traian — Baia Comunală — Bd.Basarabiei — Str.Domnească — Parc CFR — Str.Prundului — Barieră Traian (și retur, are același retur ca linia 105)

### Troleibuze
- Linia 102: Micro 19 – Bd.Brăilei – Inelul de Rocadă – Bd.Brăilei – Str.Domnească – Grădina Publică – Parc C.F.R – Str Prundului – Bariera Traian (și retur pe Str.Domnească – Str. Brigadierilor – Str.Nicolae Bălcescu).

## Trasee desființate

### Autobuze
- Linia 9B: Cimitirul Sf.Lazăr – Grădina Publică
- Linia 12: Piața Centrală - Bariera Traian (Fiind înainte Piața Centrală – Metro)
- Linia 13: Micro 19 – Parc C.F.R. (înlocuit cu 102)
- Linia 14: Micro 19 – Piața General Berthelot (via Centură)
- Linia 15: Micro 19 – Centru (Înlocuit cu traseul de troleibuz 101)
- Linia 16: Țiglina 1 – Trecere BAC (comasat cu 37) (Fiind înainte Piața Centrală – Trecere BAC)
- Linia 17: Micro 19 – Bariera Traian (Fiind înainte Dimitrie Cantemir – Metro)
- Linia 18: Micro 16 – Bazinul Nou
- Linia 18: Micro 13 – Bariera Traian
- Linia 19: Complex Siret – Grădina Publică
- Linia 20B: Complex Siret – Grădina Publică (înlocuit cu 19)
- Linia 21: Gara Mare – Gara Barboși
- Linia 22: Micro 40 – Gara C.F.R.
- Linia 22B: Micro 13 – Centru
- Linia 24: Micro 40 – I.L.T.G.
- Linia 27: Cimitirul Sf.Lazăr – Parc C.F.R. (înlocuit cu 104)
- Linia 27: Micro 19 – Centru (Fiind înainte Dimitrie Cantemir - Bariera Traian)
- Linia 28: Micro 19 – Gara C.F.R. (circula pe Bd. Oțelarilor)
- Linia 29: Micro 19 – Gara C.F.R.

- Linia 30: Complex Siret – Centru
- Linia 32: Trecere BAC – Piața Centrală (înlocuit cu 16)
- Linia 33: Centru – Parc C.F.R.
- Linia 36: Comat – Gara C.F.R
- Linia 42: Bariera Traian – Str. Tunelului – Str. Macului – Târg auto
- Linia 50: Complex Siretul – Complex Flora – Str. Frunzei – Str. Brăilei – Cimitirul Cătușa – Bd. Oțelarilor – LPS – Strada Uzinei – Stadionul Siderurgistul
- Linia 51: Micro 38 – Piața Siderurgiștilor – Str. Stadionului – Str. Uzinei – Stadionul Siderurgistul
- Linia 102b: Micro 19 – Bariera Traian (a existat timp de 2 luni în vara lui 2007, linia fiind deservita de 2 autobuze de pe traseul 102 car circulau în plus 2 stații)
- Linia 106: Cimitirul Sf.Lazăr – Grădina Publică(a circulat 2 săptămâni,fiind cel mai scurt traseu,ca timp,din Galați)

### Tramvaie
- Linia 1: Comat – Micro 39 – Micro 40 – Piața Energiei – Combinatul Siderurgic.
- Linia 2: Gara C.F.R. - Cerealelor – Traian – Bucovinei – Bd. Coșbuc – I.C. Frimu
- Linia 2: Piața Centrală – Bd. Basarabiei – Piața Energiei – Liceul 9.
- Linia 3: Micro 19 – Stadionul Oțelul – Ireg – Piața Energiei – Combinatul Siderurgic.
- Linia 5: Micro 19 – Stadionul Oțelul – Ireg – Liceul 9 – Piața Energiei – I.C. Frimu – Bd. Basarabiei – Calea Prutului – Bazinul Nou.
- Linia 6: Bazinul Nou – Calea Prutului – Bd. Basarabiei – Piața Energiei – Combinatul Siderurgic.
- Linia 8: Piața Centrală – Bd. Basarabiei – Calea Prutului – Bazinul Nou.
- Linia 35: Piața Centrală – Str.Traian – Bariera Traian.
- Linia 36: Gara C.F.R. – Bd.Basarabiei – Piața Energiei – Micro 40 – Micro 39 – Comat (Înlocuit cu Traseul de Autobuz 36)
- Linia 37: Gara C.F.R. - Bd. Basarabiei – I.C. Frimu – IREG – Flora – Micro 19
- Linia 38: Gara C.F.R. - Bd. Basarabiei – I.C. Frimu – Piața Energiei – Viaduct – Combinatul Siderurgic
- Linia 39B: Micro 19 – Stadionul Oțelul – Ireg – Piața Energiei – Micro 39 – Patinoar – Bd. Coșbuc – Bariera Traian.
- Linia 40: Micro 19 – Stadionul Oțelul – Ireg – Piața Energiei – Micro 39 – Comat
- Linia 41: Piața General Berthelot – Combinatul Siderurgic Galați
- Linia 42: Bazinul Nou – Calea Prutului – Bd. Basarabiei – Piața Aurel Vlaicu – Micro 40 – Comat.
- Linia 43: Liceul Auto – Stadionul Oțelul – Ireg – Piața Energiei – Combinatul Siderurgic
- Linia 45: Bariera Traian – Bd. Traian – Bd. Basarabiei – Gara C.F.R.
- Linia 46: I.C. Frimu – Piața Energiei – Viaduct – Combinatul Siderurgic
- Linia 47: Piața Centrală – Bd. Traian – Bariera Traian – Depozit – Piața Energiei – IREG – Flora – Micro 19 – Flora – IREG – I.C. Frimu – Bd. Basarabiei – Piața Centrală
- Linia 48: Poarta N. Combinat – Poarta E. Combinat – Piața Energiei – Depozit – Bd. Coșbuc – I.C. Frimu – Piața Energiei – Poarta E. Combinat – Poarta N. Combinat
- Linia 49: Poarta N. Combinat – Poarta Est Combinat – Piața Energiei – I.C. Frimu – Bd. Basarabiei – Depozit – Piața Energiei – Poarta E. Combinat – Poarta N. Combinat
- Linia 50: Micro 19 – Flora – I.C. Frimu – Bd. Basarabiei – Gara C.F.R. - Palatul Navigației
- Linia 51: Bariera Traian – Bd. Traian – Bd. Basarabiei – Bazinul Nou
- Linia 52: Bazinul Nou – Bd. Basarabiei – I.C. Frimu – IREG – Liceul Auto – Stadion Oțelul
- Linia 53: Poarta Est Combinat – Poarta Nord Combinat
- Linia 54: Stadionul Oțelul – Ireg – Piața Energiei – Micro 40 – Patinoar – Str.Bucovinei – Spitalul Militar – Piața Centrală
- Linia 55: Stadionul Oțelul – IREG – Piața Energiei – Micro 40 – COMAT
- Linia 56: Cimitirul Israelit – Bd. Coșbuc – Depozit – Micro 40 – I.C. Frimu – Bd. Basarabiei – Gara C.F.R.
- Linia 57: Micro 19 – Flora – IC. Frimu – Bd. Basarabiei – Bd. Coșbuc – Cimitirul Israelit
- Linia 61: Bazinul Nou – Bd. Basarabiei – I.C. Frimu
- Linia 62: Bazinul Nou – Bd. Basarabiei – Cerealelor – Bd. Traian – Str. Bucovinei – Bd. Coșbuc – Depozit
- Linia 63: Piața Centrală – Bd. Traian – Bd. Basarabiei – I.C. Frimu – Micro 40

### Troleibuze
- Linia 103: Țiglina 3-Bd.Brăilei – Inelul de Rocadă – Bd.Brăilei – Str.Domnească – Str. Brigadierilor – Str.Nicolae Bălcescu – Centru (și Retur) (circula în caz de avarie)
- Linia 104: Țiglina 3 – Centru (Fiind inainte Țiglina 3 - Parc C.F.R - Bariera Traian)